# 尤納 (密西西比州)
尤納（英語：Una）是位於美國密西西比州克萊縣的非建制地區。

## 歷史
尤納的郵局於1890年設立，其後於1906年停運。

## 地理
尤納所處的海拔為高於海平面86米（即282英呎），而該地所採用的時區為UTC-6，即北美中部時區（CST）。同時該地設有夏令時間，為UTC-6調快一小時，即UTC-5（CDT）。